# Fontaine-au-Bois
Fontaine-au-Bois è un comune francese di 659 abitanti situato nel dipartimento del Nord nella regione dell'Alta Francia.

## Storia
Le prime popolazioni sul territorio di Fontaine si stabilirono nell'attuale frazione di Malgarni, all'epoca conosciuta come Wattignies o Fontanae; quest'ultimo nome è sopravvissuto nel tempo e ora indica tutto il territorio.
Nel 770-780, Fontaine divenne dipendenza di un nobile francese, di nome Aldebert. Alla morte di questo, ad ereditare il territorio fu il figlio Rodin, che venne nominato da Carlo Magno capo dell'Abbazia di Maroilles. Così Fontaine-au-Bois divenne possedimento anche dell'Abbazia.
Scoppia però un piccolo conflitto per il controllo del territorio di Fontaine tra l'Abbazia di Maroilles e quella di Cateau: quest'ultima infatti possedeva una parte del territorio di Wattignies (la Terra di Sant'Antonio) e ora voleva prendere in possesso l'intero territorio. Il conflitto venne risolto nel 1284 con la vittoria dell'Abbazia di Maroilles.
Nel 1918 il comune viene scosso dalla prima guerra mondiale: infatti si verificano battaglie tra i soldati tedeschi e quelli francesi e britannici.
Il 24 giugno 1967 un tornado devasta il paese, distruggendo 197 delle 230 case allora esistenti.

## Società

### Evoluzione demografica
Abitanti censiti